# Трипалладийэрбий
Трипалладийэрбий — бинарное неорганическое соединение
палладия и эрбия
с формулой ErPd3,
кристаллы.

## Получение
- Сплавление стехиометрических количеств чистых веществ:

{\displaystyle {\mathsf {3Pd+Er\ {\xrightarrow {1710^{o}C}}\ ErPd_{3}}}}

## Физические свойства
Трипалладийэрбий образует кристаллы
кубической сингонии,
пространственная группа P m3m,
параметры ячейки a = 0,4064 нм, Z = 1,
структура типа тримедьзолота AuCu3.
Соединение конгруэнтно плавится при температуре 1710 °С.